# Porroglossum olivaceum
Porroglossum olivaceum är en orkidéart som beskrevs av Herman Royden Sweet. Porroglossum olivaceum ingår i släktet Porroglossum och familjen orkidéer. Inga underarter finns listade i Catalogue of Life.